# Силфион
Силфион је биљка која се користила у античко време као зачин и у лековите сврхе. Силфион је био толико важан трговински артикал у древној северно-афричкој грчкој колонији Кирени, да је већина кованица из тог периода била украшена мотивом ове биљке. Смола добијена из биљке (ласер, ласерпицијум или ласарпицијум) била је скупоцен производ.
Силфион је био важна врста још у преисторији, о чему сведоче глифови Египћана и Минојаца из Кнососа који приказују биљку силфион. Употреба силфиона била је раширена у већини античких медитеранских култура. Римљани су га сматрали "вредним тежине денариуса" (сребрног новца). Према легенди силфион је био дар Бога Аполона.
Тачан идентитет силфиона није јасан. Претпоставља се да је у питању ишчезла врста из рода Ферула , или можда варијетет врсте Ferula communis. Ferula tingitana је предложена као друга могућност. Друга биљка, асафетида, коришћена је као јефтина замена за силфион, а била је довољно сличног квалитета, да су Римљани, укључујући и географа Страбона, користили исту реч да опишу обе врсте.

## Идентитет и изумирање
О идентитету силфиона је било много расправа. У принципу, сматра се да је у питању ишчезла врста рода Ферула, мада су и неке савремене врсте, као што су Ferula tingitana, Ferula narthex, и Thapsia garganica  разматране као могући антички силфион. К. Парејко, у расправи о могућем изумирању силфиона, долази до закључка, да "пошто не знамо о којој се врсти ради, не можемо са сигурношћу знати да ли је она ишчезла."
Узрок претпостављеног изумирања силфиона није сасвим јасан. Биљка је расла дуж уског приобаља у Кирени  (данашњој Либији). Већина претпоставки о разлогу њеног нестанка заснива се на наглом порасту потражње за животињама која су храњена силфионом, наводно због посебног квалитета меса. Прекомерна испаша стоке у комбинацији са прекомерним сакупљањем могла је да доведе до истребљења биљке. Потражња за силфионом као контрацептивним средствм, наводно је довела до његовог нестанка у трећем или другом веку пре нове ере. Клима Магреба је постајала све сушнија током миленијума, и ширење пустиње такође може бити узрок. Према једној теорији, када су Римљани преузели власт од грчких колониста, услед интензивног узгоја дошло је до осиромашења земљишта, без успеха да се добије сорта жељених својстава. Теофраст је међутим, у "Историји биљака" , написао да је чудно да тип феруле, познат као "силфион" не може да се гаји., али је напоменуо да постоје недоследности у информацијама које је добио о томе. Плиније наводи да је последњи  примерак силфиона, који је пронађен у Кирени, дат цару Нерону "као куриозитет".

## Лековита својства
Биљци су приписивана различита лековита својства. Сматра се да је коришћена код кашља, упале грла, грознице, лошег варења, болова, брадавица, и разних болести. Хипократ пише:
Када црева штрче и нису на свом месту, изрендати најбољи и најчвршћи силфион на мале комаде и нанети као мелем.
Претпоставља се да је биљка коришћена и као контрацептив, делом на основу Плинија који је писао да се биљка може користити "за провоцирање менструалног одлива". Многе врсте из породице штитара имају естрогена својства, а неке од њих, као што је дивља шаргарепа, сматрају се абортивима, (средства за прекидање трудноће). С обзиром на то, сасвим је могуће да је биљка имала фармаколошка својства због којих је употребљавана у спречавању или прекиду трудноће.

## Употреба у кулинарству
Силфион је коришћен у кулинарству старих Грка и Римљана, посебно у рецептима према Апициусу.
Дуго након нестанка, силфион се и даље спомиње у листама ароматичних средстава, које се преписују, све до последњег појављивања на листи зачина, које сваки Каролиншки кувар мора да има при руци -Brevis pimentorum que in domo esse debeant ("кратак списак зачина, који би требало да буде у кући") —од извесног Винидариуса, из осмог века.

## Веза са симболом срца
Било је неких спекулација о вези силфиона и традиционалног облика срца (♥). Сребрне кованице Кирене из 6-5 века п. н. е. имају искован такав облик, често заједно са стабљиком силфиона, који вероватно представља плодиће (семена) биљке.
У тадашњим делима силфион се доводи у везу са сексуалношћу и љубави. Силфион се спомиње у Паусанијевом делу Опис Грчке у причи о Диоскуру.
Силфион се појављује (као Ласерпициум) код Катула који пише својој вољеној иако други сматрају да се овде спомиље у смислу лека код опсесија попут "лудила" од љубави.

## Хералдика
Знак са златним силфионом, "Il silfio d’oro reciso di Cirenaica" користиле су италијанске јединице које су се бориле у Другом светском рату у Северној Африци. 

## Модерна књижевност
Узалудна потрага за  силфионом од стране римљана у време владавине цара Веспазијана је под-заплет романа "За два лава" од Линдзи Дејвис.
У ХБО серији "Рим"  Гаја набавља силфион као средство за прекидање трудноће, који тајно сипа Еирени у чај и она умире (очигледно од губитка крви) у једној епизоди.
Као средство за изазивање побачаја спомиње се и у серији Спартак.